# Decapterus maruadsi
Decapterus maruadsi és un peix teleosti de la família dels caràngids i de l'ordre dels perciformes.

## Morfologia
Pot arribar als 25 cm de llargària total.

## Distribució geogràfica
Es troba des de les costes del Mar de la Xina Meridional fins a les de les Illes Mariannes.